# Бузец
Бузец или Бузес (на албански: Buzez, на сръбски: Бузец) е село в община Драгаш, Призренски окръг, Косово. Населението възлиза на 320 жители според преброяването от 2011 г.

## География
Бузец се намира в географския район Ополе, който през 2000 година е обединен административно с Гора в единната община Драгаш. Селото се намира на около 10 километра североизточно от Драгаш и на около 15 километра южно от град Призрен.

## История
Според Стефан Младенов в 1916 година Бузес е албанско село.
Преброяването от 2011 година регистрира всичките 320 жители като албанци.